# パウル・エッガー
パウル・エッガー（Paul Egger、1916年11月26日 - 2007年7月10日）は、第二次世界大戦時のドイツ空軍のパイロットであり、武装親衛隊においては卓越した戦場での戦功や軍事上の功績を挙げた者に与えられる騎士鉄十字勲章を授与された親衛隊中尉である。

## 初期の履歴
パウル・エッガーは1916年11月26日にオーストリア帝国、シュタイアーマルクで生まれた。1935年6月に高等学校を卒業すると事務員になる訓練を受け、1938年にドイツ空軍に志願するまで事務員見習いとして働いた。エッガーは既にグライダーのパイロットであったため爆撃機パイロットへの転換訓練を受け、第51爆撃航空団（KG 51）に配属されユンカース Ju 87（スツーカ）に搭乗した。

## 第二次世界大戦

### 空軍

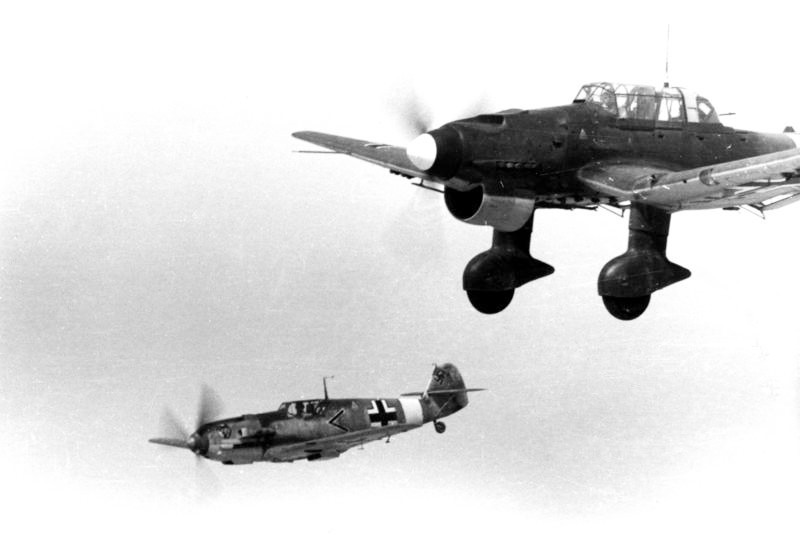
ユンカース Ju 87を護衛するJG 27のメッサーシュミットBf109

エッガーは第二次世界大戦の開始をKG 51のパイロットとして迎え、ポーランド侵攻作戦に参加した。その後メッサーシュミットBf109に搭乗する戦闘機パイロットとして第27戦闘航空団（JG 27）へ転属し、フランス侵攻作戦とバトル・オブ・ブリテンに参加した。エッガーは112回の作戦行動に出撃して3回撃墜され何機かの撃墜を記録したが、エース・パイロットでは無かった。最終的にエッガーは英仏海峡上空で撃墜され頭部に重傷を負ったことで飛行任務から外され地上勤務要員へと転換された。

### 武装親衛隊

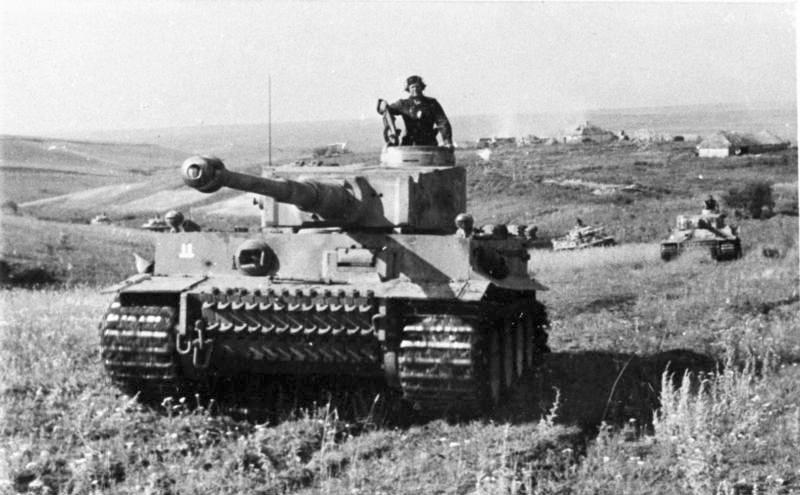
ダス・ライヒ師団のティーガーI戦車

1941年5月にエッガーは武装親衛隊に志願し、対戦車訓練を受けた。基本訓練の終了と共にエッガーはダス・ライヒ師団のオートバイ大隊に配属され、後に第2 SS装甲連隊／第8中隊に転属した。エッガーが戦車指揮官としての見事な腕前を発揮したのはキエフの戦いで戦車28輌、対戦車砲14門、その他車両40台、8個の砲台を撃破したときであった。
1943年2月の第三次ハリコフ攻防戦ではエッガーは65輌目の敵戦車を撃破したが、彼の中隊はほとんど一掃され戦闘終了時には僅か2輌の戦車しか残存していなかった。
1943年10月にエッガーは第102 SS重戦車大隊／第1中隊のティーガー戦車小隊の指揮のために転属し、同大隊はD デイ後にノルマンディーに送られた。112地点の戦いでエッガーは14輌の戦車と4門の対戦車砲を撃破した功で騎士鉄十字勲章に推薦されたが、その代わりにドイツ十字章金章を授与された。
エッガーの大隊はノルマンディーでの戦闘でほぼ完全に壊滅し、1944年9月に再編成のためにドイツへ呼び戻された。ゼネラーゲルに駐屯した大隊は第502 SS重戦車大隊と改称された。
1945年、エッガーは親衛隊少尉に昇進し大隊は東部戦線へ送られた。エッガーはシュテッティン周辺の戦闘で更に19輌の戦車を撃破した。
1945年4月にエッガーは親衛隊中尉に昇進し、臨時に第1中隊の指揮官となった。また第XI SS装甲軍の指揮官フェリックス・シュタイナーから騎士鉄十字勲章を授与された。戦争末期の状況からこの勲章は仮に授与されたものではあったが騎士鉄十字勲章叙勲の資格は1945年4月28日付でハインリヒ・ヒムラーと陸軍元帥 ヴィルヘルム・カイテルにより承認されており、これは騎士鉄十字勲章叙勲者協会（Ordensgemeinschaft der Ritterkreuzträger des Eisernen Kreuzes e.V.：OdR）からも認められている。
1945年5月3日、エッガーは113輌目となる戦車を撃破し、7番目に戦果の多い戦車エースとなった。
エッガーはベルリンの戦いを切り抜け赤軍の包囲網から何とか脱出したが、大戦での9度目の負傷となる腕の銃創を負った後にエルベ川で前進してくるアメリカ軍への降伏を余儀なくされた。

## 戦後
パウル・エッガーは2年半の間捕虜として収容され、1947年11月に釈放された。
民間人としての生活ではエッガーはスポーツ・リポーターとなり、2007年 7月10日にユーバーリンゲンで死去した。

## 受勲
- 空軍前線飛行章金章
- パイロット兼観測員章
- 戦傷章金章[1]
- 歩兵突撃章銀章
- ドイツ十字章金章（1943年）
- 鉄十字章
  - 2級
  - 1級
- 騎士鉄十字章（1945年4月28日）

## Further reading
- Fellgiebel, Walther-Peer (2000). Die Träger des Ritterkreuzes des Eisernen Kreuzes 1939–1945 (in German). Friedburg, Germany: Podzun-Pallas. ISBN 3-7909-0284-5.
- Mitcham, Jr.Samuel (2007). Retreat to the Reich. Stackpole books. ISBN 081173384X.
- Henschler Henri & Fay Will (2003). Armor Battles of the Waffen-SS. 1943–45 Stackpole Books. ISBN 0811729052.
- Mitcham Samuel (2007). 'The German Defeat in the East, 1944–45. Stackpole Books. ISBN 0811733718.
- Scherzer, Veit (2007). Ritterkreuzträger 1939–1945 Die Inhaber des Ritterkreuzes des Eisernen Kreuzes 1939 von Heer, Luftwaffe, Kriegsmarine, Waffen-SS, Volkssturm sowie mit Deutschland verbündeter Streitkräfte nach den Unterlagen des Bundesarchives (in German). Jena, Germany: Scherzers Miltaer-Verlag. ISBN 978-3-938845-17-2.